# Srikakulam (Distrikt)
Der Distrikt Srikakulam (Telugu శ్రీకాకుళం జిల్లా), früher Chicacole, ist ein Verwaltungsdistrikt im indischen Bundesstaat Andhra Pradesh. Verwaltungssitz ist die Stadt Srikakulam. Die Distriktgrenzen wurden 2022 neu gezogen. Derzeit (2023) sind wenige zuverlässige Daten zu dem Distrikt in seinen neuen Grenzen öffentlich zugänglich.

## Geographie

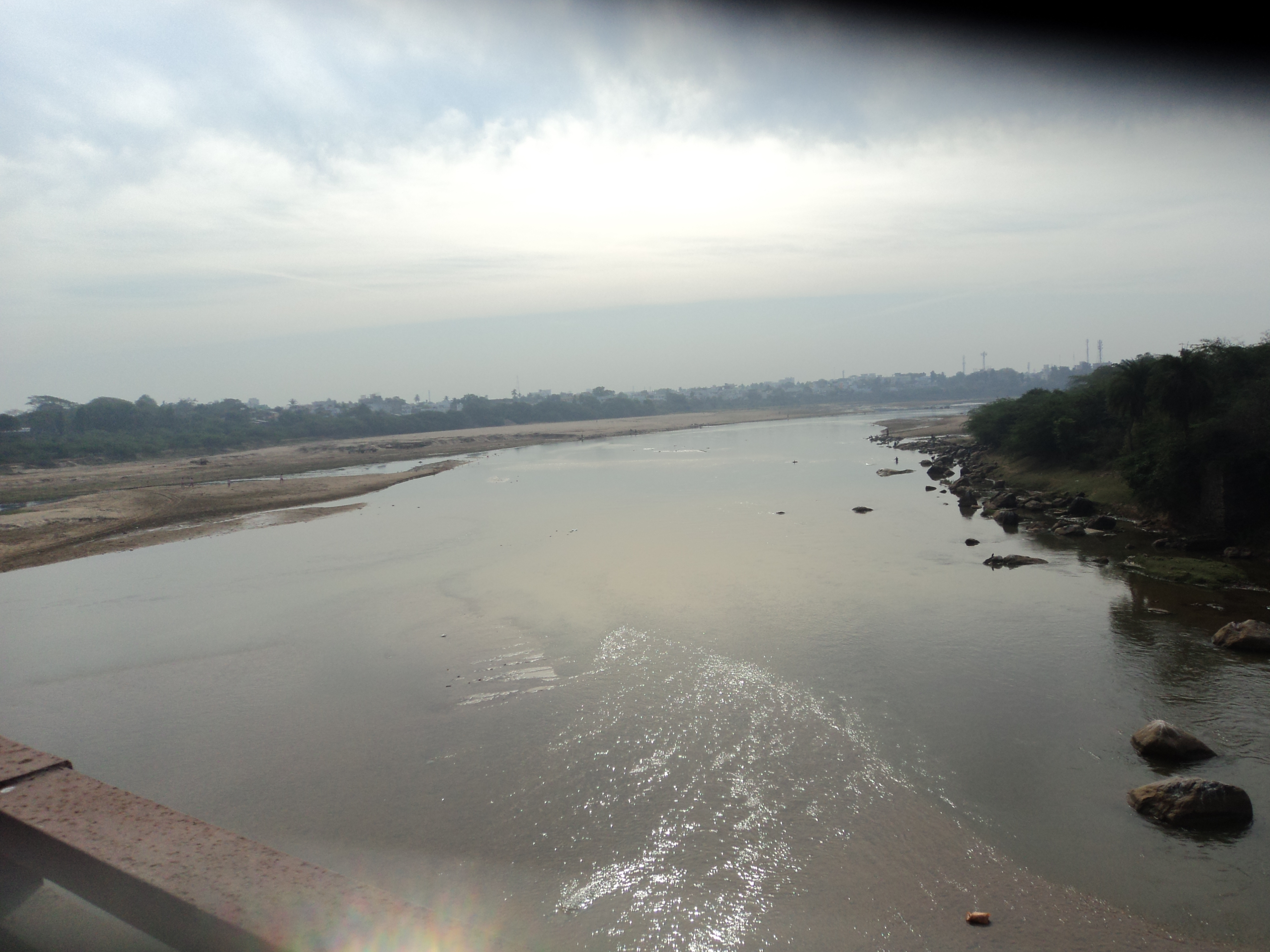
Nagavalli-Fluss in Srikakulam

Der Distrikt liegt an der Nordspitze von Andhra Pradesh. Er grenzt im Norden und Nordosten an den Bundesstaat Odisha (Distrikte Gajapati und Ganjam), im Nordwesten an den Distrikt Parvathipuram Manyam und im Südwesten an den Distrikt Vizianagaram. Im Osten grenzt er an den Golf von Bengalen. Die Küstenlänge beträgt 192 Kilometer. Die beiden größten Flüsse sind der Vamsadhara und der Nagavalli (Langulya), die in den Ostghats entspringen und hier in den Golf von Bengalen münden.
Der Distrikt besteht aus zwei gegensätzlichen Teilen: dem flachen Küstenabschnitt, der etwa 3,7 Kilometer breit ist und dem hügeligen Teil im Landesinnern, welcher zu den Ostghats gehört. Der eher gebirgige Teil des Distrikts ist stark bewaldet. Die bedeutendsten Flüsse im Distrikt sind Vansadhara, Nagavali, Nowpada, Mahendratanaya, Bahuda und Pundi. Mehrere Wasserreservoirs versorgen Bevölkerung und Landwirtschaft.

## Klima
Das Klima des Bezirks ist durch heiße Sommer und allgemeine Trockenheit, außer während der Monsunzeit charakterisiert. Es können vier Jahreszeiten unterschieden werden. Der Sommer dauert von März bis Mai und ist heiß und trocken. Der Südwestmonsun ab der zweiten Juniwoche bis Anfang Oktober bringt den ergiebigsten Regen. Der anschließende Nordostmonsun bis Ende Dezember bringt etwas geringere, aber immer noch bedeutende Regenmengen. In den Monaten Januar bis März ist Winter mit kühleren Temperaturen. Der langjährige Durchschnitt der Niederschlagsmenge beträgt 1162 mm pro Jahr. Der Südwestmonsun bringt 705 mm und der Nordostmonsun 277 mm der jährlichen Regenmenge. Sonst fällt nur noch wenig Regen. Dies führt zur Austrocknung der Anbauflächen in der Trockenzeit, die von Januar bis Mai dauert. Der kälteste Monat ist der Dezember (Durchschnitt 20,59 °C – Tagesminimum 16 °C, -maximum 26 °C), der wärmste der Mai (Durchschnitt 28,52 °C – Minimum 24 °C, Maximum 33 °C). Während der Monsunzeit herrscht eine Luftfeuchtigkeit von bis zu 80 Prozent. Diese fällt in der Trockenperiode auf 30 Prozent.

## Geschichte

Distrikt Srikakulam vor der Distriktreorganisation 2022 in Andhra Pradesh

Im Jahr 1936, noch zur Zeit Britisch-Indiens, wurde die Provinz Orissa neu gebildet. Infolge der administrativen Neuordnung wurde der damalige grenzüberschreitende Distrikt Ganjam geteilt und die in der Provinz Madras liegenden Anteile an den Distrikt Vishakhapatnam angegliedert. Nach der Unabhängigkeit Indiens 1947 wurde am 15. August 1950 aus Teilen des Distrikts Vishakhapatnam der neue Distrikt Srikakulam gebildet. Im November 1969 gab es eine erste territoriale Änderung, als 63 Dörfer aus dem Taluk Salur und 44 Dörfer aus dem Taluk Bobbili an den Distrikt Vishakhapatnam abgegeben wurden. Am 1. Juni 1979 wurden vier Taluks (Salur, Bobbili, Parvathipuram, Cheepurupalle) an den neu gebildeten Distrikt Vizianagaram angegliedert.
Die Fläche des Distrikts verkleinerte sich dadurch sukzessive von 10.072,5 km² (3.889 mi²) im Jahr 1961, auf 9.743 km² (1971) und 5.837 km² (1981). Bis zum Jahr 2022 blieben die Distriktgrenzen dann unverändert. Am 4. April 2022 wurde eine Verwaltungsreorganisation umgesetzt. Die Zahl der Distrikte Andhra Pradeshs verdoppelte sich von 13 auf 26. Von den ursprünglich 38 Mandals Srikakulams wurden vier (Palakonda, Seethampeta, Bamini und Veeraghattam) an den neu gebildeten Distrikt Parvathipuram Manyam abgegeben und weitere vier (Vangara, Regidi Amadalavalasa, Santhakaviti, Rajam) an den Distrikt Vizianagaram. Die Distriktfläche Srikakulams verkleinerte sich dadurch auf 4.591 km² (Zahlenangabe unsicher, nicht aus offizieller Quelle).

## Bevölkerung
Genaue Daten zur Bevölkerungsstruktur sind derzeit (2023) aufgrund der Änderung der Distriktgrenzen im Jahr 2022 nicht öffentlich verfügbar.

## Wirtschaft
Der Großteil der Bevölkerung ist in der Landwirtschaft beschäftigt. Hauptsächlich werden Reis, Zuckerrohr und Roselle angebaut. Im Früchteanbau erntet man größere Mengen von Kokosnüssen, Früchten vom Kaschubaum, Mangos, Ananas und Bananen. Daneben ist die Fischerei ein bedeutender Erwerbszweig. Die Handweberei verschafft vielen Leuten ein Einkommen. Es gibt im ganzen Distrikt zahlreiche Industrieunternehmen in verschiedenen Sparten. In den Städten leben die Leute vom Handel mit Gütern und Dienstleistungen.

## Verwaltung

### Mandals
Im Jahr 2023 war der Distrikt administrativ in drei Divisionen und 30 Mandals unterteilt.
- Division Srikakulam mit den 13 Mandals Srikakulam, Gara, Polaki, Narasannapeta, Amadalavalasa, Sarubujjili, Burja, Ponduru, Etcherla, Laveru, Ranasthalam, G.Sigadam, Jalumuru
- Division Tekkali mit den neun Mandals Tekkali, Kotabommali, Santabommali, Saravakota, Pathapatnam, Meliaputti, Hiramandalam, Kotturu, L. N. Peta,
- Division Palasa mit den acht Mandals Nandigam, Palasa, Sompeta, Kavity, Kanchili, Ichapuram, Vajrapukotturu, Mandasa.

### Städtische Siedlungen
Die größten städtischen Siedlungen im Gebiet des Distrikts in seinen Grenzen ab 2022 waren bei der Volkszählung 2011 die folgenden (mit Einwohnerzahl, M = Municipality, CT = Census town):
- Amadalavalasa (39.799, M)
- Ichchapuram (36.493, M)
- Tekkali (28.631, CT)
- Narasannapeta (26.280, CT)
- Sompeta (18.778, CT)
- Hiramandalam (6.603, CT)
- Balaga (9.071, CT)
- Ponduru (12.640, CT)